# Тешевле
Те́шевле (бел. Цешаўле) — деревня в Барановичском районе Брестской области Беларуси. До 2014 года центр Тешевлянского сельсовета.

## История
В 1897 году деревня в Новомышской волости Новогрудского уезда Минской губернии, 68 дворов. Имелись хлебозапасный магазин и корчма. На карте 1910 года указана под названием Чешевля.
Согласно Рижскому мирному договору (1921) деревня вошла в состав межвоенной Польши, где принадлежала гмине Новая Мышь Барановичского повета Новогрудского воеводства, в 1921 году было 109 домов, рядом находился одноимённый фольварк. С 1939 года в составе БССР, в 1940-62 годах — в Городищенском районе Барановичской, с 1954 года Брестской области. Затем передана Барановичскому району. С конца июня 1941 года до 8 июля 1944 года оккупирована немецко-фашистскими войсками. На фронтах войны погибло 40 односельчан.

## Население
| Численность населения (по переписи) | Численность населения (по переписи) | Численность населения (по переписи) | Численность населения (по переписи) | Численность населения (по переписи) | Численность населения (по переписи) | Численность населения (по переписи) | Численность населения (по переписи) | Численность населения (по переписи) |
| 1897                                | 1909                                | 1921                                | 1939                                | 1959                                | 1970                                | 1999                                | 2009                                | 2019                                |
| ----------------------------------- | ----------------------------------- | ----------------------------------- | ----------------------------------- | ----------------------------------- | ----------------------------------- | ----------------------------------- | ----------------------------------- | ----------------------------------- |
| 717                                 | ↗920                                | ↘20                                 | ↗885                                | ↘310                                | ↗753                                | ↘672                                | ↘554                                | ↘408                                |

## Инфраструктура
В деревне имеется средняя общеобразовательная школа, Беларусбанк, почтовое отделение, пожарная часть, аптека, амбулатория, библиотека. Торговая сеть представлена магазином РАЙПО и фирменным магазином ОАО «Барановичская птицефабрика» «Золотой гребешок». На территории деревни Тешевле расположено хозяйство ОАО «Барановичская птицефабрика», фермерское хозяйство «Фортуна» и «Азарко».

## Достопримечательности
- Памятник погибшим. 29 советским воинам и партизанам[1].
- Памятник землякам. Для увековечения памяти 64 земляков, погибших в годы Великой Отечественной войны. В 1972 году установлен обелиск[6].